# Adelsried
Adelsried – miejscowość i gmina w Niemczech, w kraju związkowym Bawaria, w rejencji Szwabia, w regionie Augsburg, w powiecie Augsburg. Leży w Parku Natury Augsburg – Westliche Wälder, około 15 km na północny zachód od Augsburga, przy autostradzie A8.

## Demografia
| Rok  | Liczba mieszk. |
| ---- | -------------- |
| 1970 | 1 326          |
| 1987 | 1 816          |
| 2000 | 2 274          |

## Polityka
Wójtem gminy jest Erna Stegherr-Haußmann z SPD, poprzednio urząd ten obejmował Ewald Zirch, rada gminy składa się z 14 osób.
|      | CSU | SPD | FWG | Razem |
| 2008 | 5   | 3   | 6   | 14    |
| 2002 | 5   | 3   | 6   | 14    |